# Обиспеньо
Обиспеньо (также собственно чумашский, северный чумашский; Obispeño, Chumasha, Chumahs, San Luis Obispo, Santa Rosa) — вымерший чумашский язык, на котором ранее говорили в округе Сан-Луис-Обиспо штата Калифорния около Санта-Барбары в США.
Являясь представителем отдельной ветви чумашской семьи языков, обиспеньо был невзаипопонимаем с остальными чумашскими языками. Как и потомки индейцев, говоривших на языке инесеньо, потомки всех чумашских племён, включая обиспеньо стремятся к восстановлению их традиционных культуры и языка. Проект возрождения чумашских языков (Chumash Living Language Revitalization Project) создан в 1999 году.